# احمد مصباحی
احمد مصباحی (انگلیسی: Ahmed Masbahi؛ زادهٔ ۱۷ ژانویهٔ ۱۹۶۶) بازیکن سابق فوتبال اهل مراکش بوده است.
وی در تیم ملی فوتبال مراکش ۱۰ بازی انجام داده است و عضو این تیم در جام جهانی فوتبال ۱۹۹۴ بوده است.